# 에드워드 윌리엄 레인

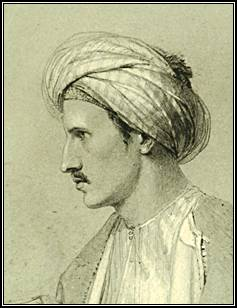
터키식 복식을 입은 레인

에드워드 윌리엄 레인 (Edward William Lane, 1801년 9월 17일 - 1876년 8월 10일)은 영국의 동양학자이자 번역가, 사전 편찬자였다.
그는 테오피우스 레인 모사의 셋째 아들이자 어머니 쪽으로는 토마스 게인즈버러의 종손이었다.
 그의 아버지가 1814년 죽자 그는 배스의 문법 학교로 갔고 수학에 대한 재능을 발견하게 됐다. 캠프리지 대학에 가나 등록하지는 않았다.
대신 런던에서 형 리차드를 만나 함께 공부하기 시작하면서 아랍어를 공부하기 시작했다. 그러나 건강이 나빠지자 그는 여행과 수학 차 이집트로 항해를 떠났다.
그는 1825년 9월 알렉산드리라에 이르러 곧 카이로로 떠났다. 이집트에 2년 반 머물며 지역인과 어울려 지냈으며 투르크족의 문명을 익혔다. 지금의 구도심에서 아랍어를 공부하고 후에 러시아 상트페테르부르크에 아랍어 교수로 갔다. 영국으로 돌아온 뒤 1828년 가을 여러 저술서를 발표했다.
그는 이후에도 저술 활동을 위해 이집트에 재차 방문해 사료를 모으고 연구활동을 넓혀갔다. 그러나 이집트 사회에서 성 분별로 인해 이집트 여성을 자세히 볼 수 없어 그는 독자들에게 자세히 설명할 수 없었다. 그가 저술서에 밝혔듯 여성에 관해서는 이집트 남성의 설명에 의존할 수밖에 없었다.
몇 년 후 그는 여동생 소피아 레인 풀을 보내 연구하게 했으며 여성전용 하렘과 목욕탕에 가서 그녀가 느낀 바에 대해 적었다. 결과물이 The Englishwoman in Egypt: Letters from Cairo, written during a residence there in 1842, 3 & 4, with E.W. Lane Esq., Author of "The Modern Egyptians" By His Sister.이다.
그는 꾸란에 대해 1843년 해설서류의 저술서를 발간했으며 상업적 성공도 없었고 비판적이지도 않았다. 세 번째로 아내와 이집트에 방문해 여러 사전과 유물을 수집했다.
그는 아랍어 사전을 편찬 중이었으나 완성하지 못했으며 아랍어 21번째 자모를 다루다 1876년 세상을 떠났다.
1854년 The Genesis of the Earth and of Man라는 책이 그의 생질인 레지날드 스튜어트 풀에 의해 발표됐는데 이 책에 에드워드가 어느 정도 기여했다.

## 같이 보기
- 오리엔탈리즘
- 오리엔탈리즘 (책)
- 동양학

## 참고 문헌
- Arberry, A.J. (1960). Oriental Essays. London: George Allen & Unwin.
- Irwin, Robert (1994). The Arabian Nights: A Companion. London: Allen Lane.
- Irwin, Robert (2006). For Lust of Knowing. London: Allen Lane.
- Lane, Edward William (1973 [1860]). An Account of the Manners and Customs of the Modern Egyptians. With a new introduction by John Manchip White. New York: Dover Publications.
- Roper, Geoffrey (1998). "Texts from Nineteenth-Century Egypt: The Role of E. W. Lane", in Paul and Janet Starky (eds) Travellers in Egypt, London; New York: I.B. Tauris, pp. 244-254.
- Thompson, Jason (1996). "Edward William Lane's 'Description of Egypt'". International Journal Of Middle East Studies, 28 (4): 565-583.